# Модель ФитцХью — Нагумо

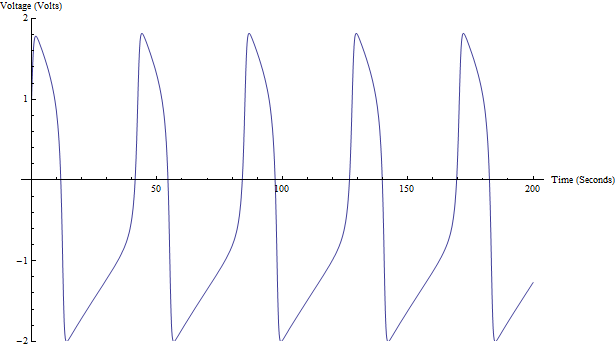
График v со значениями I=0.5, a=0.7, b=0.8 и τ=12.5

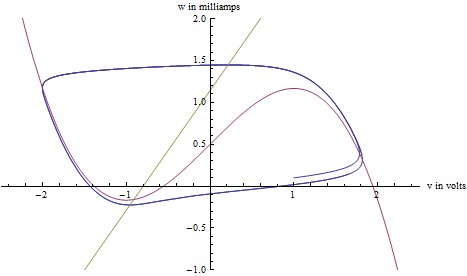
Синяя линия - траектория модели ФХН в фазовом пространстве. Розовая линия - это кубическая нульклина. Желтая линия - линейная нульклина.

Моде́ль ФитцХью́ — Нагу́мо  — математическая модель, названая в честь Ричарда ФитцХью (1922—2007), в 1961 году опубликовавшего соответствующую систему дифференциальных уравнений под названием модель Бонхёффера — ван дер Поля, и Д. Нагумо (1926—1999), в следующем году предложившего аналогичную систему уравнений.

## Формальное определение
Изначально была получена как результат обобщения уравнения ван дер Поля и модели, предложенной немецким химиком Карлом-Фридрихом Бонхёффером.
При помощи общепринятого преобразования Льенара:
{\displaystyle y={\frac {\dot {x}}{c}}+{\frac {x^{3}}{3}}-x}
ФитцХью переписал модель ван дер Поля в нормальной форме Коши:
{\displaystyle {\begin{cases}{\dot {x}}=c(y+x-{\frac {x^{3}}{3}})\\{\dot {y}}=-{\frac {1}{c}}x.\end{cases}}}
Далее, путём добавления новых членов, Р. ФитцХью получает систему обыкновенных дифференциальных уравнений, которую он обозначил как «модель Бонхёффера — ван дер Поля»
(в оригинале: the Bonhoeffer-van der Pol model (BVP for short):
{\displaystyle {\begin{cases}{\dot {x}}=c(y+x-{\frac {x^{3}}{3}}+z)\\{\dot {y}}=-{\frac {1}{c}}(x-a+by),\end{cases}}}
где {\displaystyle a,b>0}. Для частного случая {\displaystyle a=b=0} данная модель вырождается в осциллятор Ван дер Поля.
В 1991 г. Артур Уинфри провёл исследование этой модели для случая двумерной среды, а также предложил классификацию вариантов записи этой модели разными авторами научных статей. Вариант записи модели, предложенный Р. ФитцХью, соответствует формату 1, по А.Винфри. В формате 4 её можно переписать как
{\displaystyle {\begin{cases}\varepsilon {\dot {x}}=y+x-{\frac {x^{3}}{3}}+z\\{\dot {y}}=by-x+a.\end{cases}}}
В канонической форме она записывается как
{\displaystyle \varepsilon {\ddot {x}}+(x^{2}-1){\dot {x}}+x-by-a=0}.
С моделью Бохоффера—ван дер Поля, которую сам Р. ФитцХью представил в 1961 г., модель ФитцХью — Нагумо, обычно используемая в биологических науках, совпадает с точностью до знаков. В традициях моделирования физиологических процессов эта динамическая система записывается как: 
{\displaystyle {\begin{cases}{\dot {u}}=u-{\frac {u^{3}}{3}}-v+I_{\rm {ext}}\\\tau {\dot {v}}=u+a-bv.\end{cases}}}
где {\displaystyle u} — безразмерная функция, аналогичная трансмембранному потенциалу в
биологической возбудимой ткани, и {\displaystyle v} — безразмерная функция, аналогичная
медленному току восстановления. При определённом сочетании параметров системы уравнений наблюдается ответ по принципу «всё или ничего»: если внешний стимул {\displaystyle I_{\text{ext}}} превышает определенное пороговое значение, система будет демонстрировать характерное возвратно-поступательное движение (экскурсию) в фазовом пространстве, до тех пока переменные {\displaystyle v} и {\displaystyle w} не «релаксируют» до предыдущего состояния. Такое поведение характерно для спайков, возбуждённых в нейроне стимуляцией внешним входным сигналом.
Динамика этой системы может быть описана, как переключение между левой и правой ветвью кубической нуль-изоклины.

## Значение в науке
Эта модель является примером сингулярно возмущённых систем и в ней возникают релаксационные колебания.
В то время как уравнение (и соответствующая система) ван дер Поля является концептуальной моделью предельного цикла, уравнение (и соответствующая система) Бонхёффера — ван дер Поля классифицируется как концептуальная модель автоволновых процессов. На её основе создано большое количество предметных, формально—кинетических, моделей химических и биологических колебательных систем. Широко используется в качестве «базовой модели для большого числа биофизических проблем».

### Роль в физиологии
В физиологии используется в качестве концептуальной математической модели поведение возбудимой ткани (например, нейрона). Модель ФитцХью — Нагумо можно рассматривать как упрощенную версию модели Ходжкина — Хаксли, которая довольно детально объясняет динамику активации и деактивации пульсирующего нейрона.

### Бифуркационные феномены задержки и памяти
Высказано предположение, что наиболее ранними наблюдениями «бифуркационной памяти» следует считать описанные в 1961 году ФитцХью явления»: некоторая часть фазовых траекторий движется вдоль сепаратрисы. ФитцХью их обозначает словами «квазипороговые феномены», подчёркивая тем самым то обстоятельство, что полученные в его экспериментах результаты существенно отличались от тех, которые обычно наблюдались в экспериментальных работах по физиологии возбудимых тканей и которые были обозначены физиологами как «пороговый эффект» или ответ по принципу «всё или ничего».
Дополнительные результаты исследования бифуркационных явлений задержки и памяти в системе ФитцХью — Нагумо были  опубликованы в 1989 году.

### Книги
1. ↑  FitzHugh R. Mathematical models of excitation and propagation in nerve. Chapter 1 // Biological Engineering (англ.) / H.P. Schwan. — New York: McGraw–Hill Book Co., 1969. — P. 1—85.
2. ↑  Мищенко Е. Ф., Колесов Ю. С., Колесов А. Ю., Розов Н. Х. Периодические движения и бифуркационные процессы в сингулярно возмущённых системах. — М.: Физматлит, 1995. — 336 p. — ISBN 5-02-015129-7.

### Статьи
1. 1 2 3 4  FitzHugh R. Impulses and physiological states in theoretical models of nerve membrane (англ.) // Biophys. J. : журнал. — 1961. — Vol. 1. — P. 445–466.
2. ↑  Liénard A. Étude des oscillations entretenues (фр.) // Revue Générale de l'Électricité : журнал. — 1928. — Vol. 23. — P. 901–912, 946–954.
3. ↑  Winfree A. T. Varieties of spiral wave behavior: An experimentalist's approach to
the theory of excitable media (англ.) // Chaos : журнал. — 1991. — Vol. 1, no. 3. — P. 303–334.
4. 1 2 3  Москаленко  А. В., Тетуев  Р. К., Махортых  С. А. К  вопросу  о  современном  состоянии  теории  колебаний // Препринты ИПМ им. М. В. Келдыша : журнал. — 2019. — № 44. — С. 1–32. — ISSN 2071-2901. — doi:10.20948/prepr-2019-44.
5. ↑  Baer S. M., Erneux T., Rinzel J. [http://www.jstor.org/stable/2102057 The slow passage through a Hopf bifurcation:
delay, memory effects and resonance] (англ.) // SIAM J. Appl. Math. : журнал. — 1989. — Vol. 49, no. 1. — P. 55–71. Архивировано 9 мая 2021 года.